# (10330) Durkheim
(10330) Durkheim est un astéroïde de la ceinture principale.

## Description
(10330) Durkheim est un astéroïde de la ceinture principale. Il fut découvert le 8 avril 1991 à La Silla par Eric Walter Elst. Il présente une orbite caractérisée par un demi-grand axe de 2,57 UA, une excentricité de 0,14 et une inclinaison de 0,9° par rapport à l'écliptique.

## Compléments